# Băla
Băla [ˈbəla] (deutsch Bolla, ungarisch Bala) ist eine Gemeinde im Kreis Mureș in der Region Siebenbürgen in Rumänien.
Der Ort Băla ist auch unter der deutschen Bezeichnung Bälersdorf bekannt.

## Geographische Lage

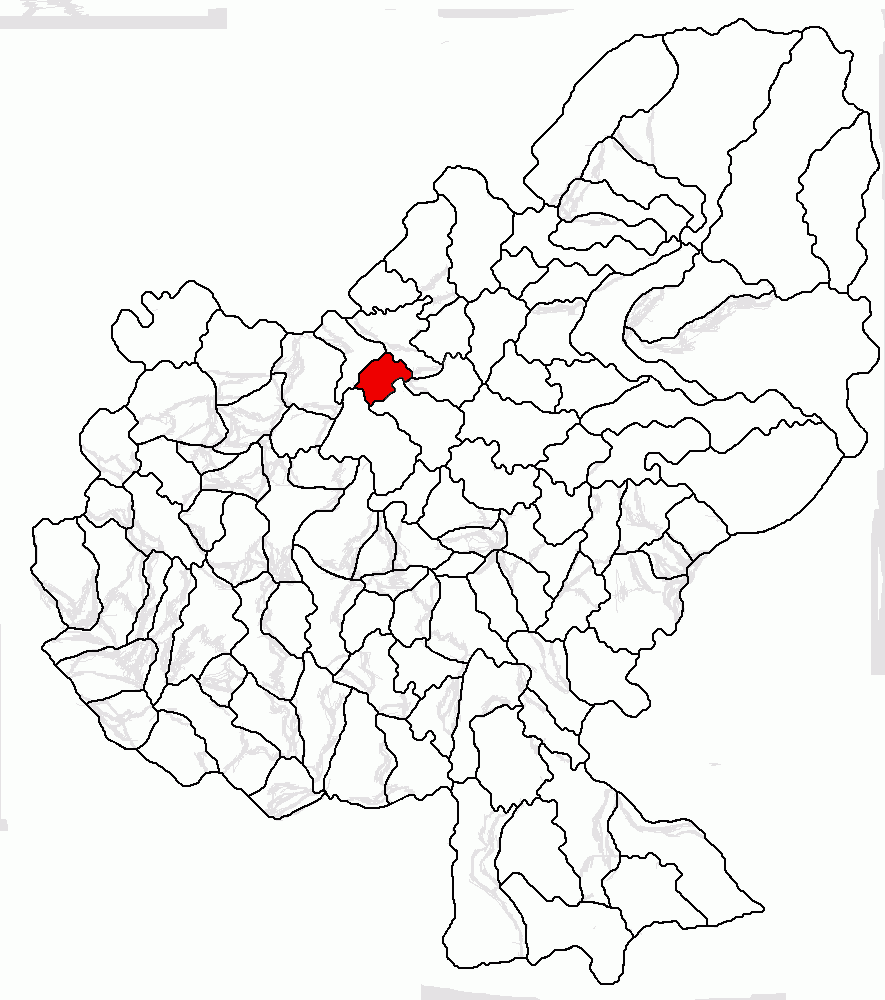
Lage der Gemeinde Băla im Kreis Mureș

Die Gemeinde Băla liegt im nördlichen Teil des Siebenbürgischen Beckens im Westen des Kreises Mureș. An der Kreisstraße (drum județean) DJ 154H, liegt der Ort Băla 34 Kilometer südwestlich von der Stadt Reghin (Sächsisch-Regen) und etwa 36 Kilometer nördlich von der Kreishauptstadt Târgu Mureș (Neumarkt am Mieresch) entfernt.
Das eingemeindete Dorf Ercea (ungarisch Nagyercse) befindet sich am gleichnamigen Bach – ein Zufluss des Șar – drei Kilometer nördlich vom Gemeindezentrum entfernt.

## Geschichte
Der Ort Băla wurde urkundlich erstmals 1327 erwähnt und das eingemeindete Dorf Ercea, nach unterschiedlichen Angaben, erstmals 1394 oder 1439 urkundlich erwähnt. Die Bezeichnung des Ortes Băla stammt von dem Eigenschaftswort bălan und bedeutet Mensch mit hellerer Haar- und Hautfarbe.
Auf eine frühere Besiedlung der Gemeinde deuten Funde von Urnengräber aus der Bronzezeit auf dem Areals des eingemeindeten Dorfes Ercea. Im Mittelalter war das Gemeindezentrum ein von hauptsächlich Rumänen und Ercea von Magyaren bewohnt.
Im Königreich Ungarn gehörte der Ort Băla dem Stuhlbezirk Maros felső (Ober-Maros) und der Ort Ercea dem Stuhlbezirk Régen felső (Ober-Regen) im Komitat Maros-Torda, anschließend dem historischen Kreis Mureș und ab 1950 dem heutigen Kreis Mureș an.

## Bevölkerung
Die Bevölkerung der Gemeinde Băla entwickelte sich wie folgt:
| 1850 | 1.467 | 1.138 | 231 | 7 | 91 |
| 1920 | 2.080 | 1.805 | 261 | - | 14 |
| 1956 | 2.582 | 2.401 | 167 | - | 14 |
| 2002 | 905   | 858   | 16  | - | 31 |
| 2011 | 756   | 657   | 15  | - | 84 |
| 2021 | 618   | 556   | 15  | 2 | 45 |

Seit 1850 wurde auf dem Gebiet der heutigen Gemeinde die höchste Einwohnerzahl und die der Rumänen 1956 registriert. Die höchste Anzahl der Magyaren (305) wurde 1910, der Rumäniendeutschen (17) 1900 und die der Roma (89) 1930 ermittelt.
Die Hauptbeschäftigung der Bevölkerung ist die Viehzucht.

## Sehenswürdigkeiten
Im eingemeindeten Dorf Ercea wurde die reformierte Kirche im 15. Jahrhundert errichtet, im 18. erneuert und wegen schlechten Zustands 1924 neu errichtet. Der Glockenturm der Kirche wurde im 18. Jahrhundert aufgebaut. Die Gebäude stehen unter Denkmalschutz.

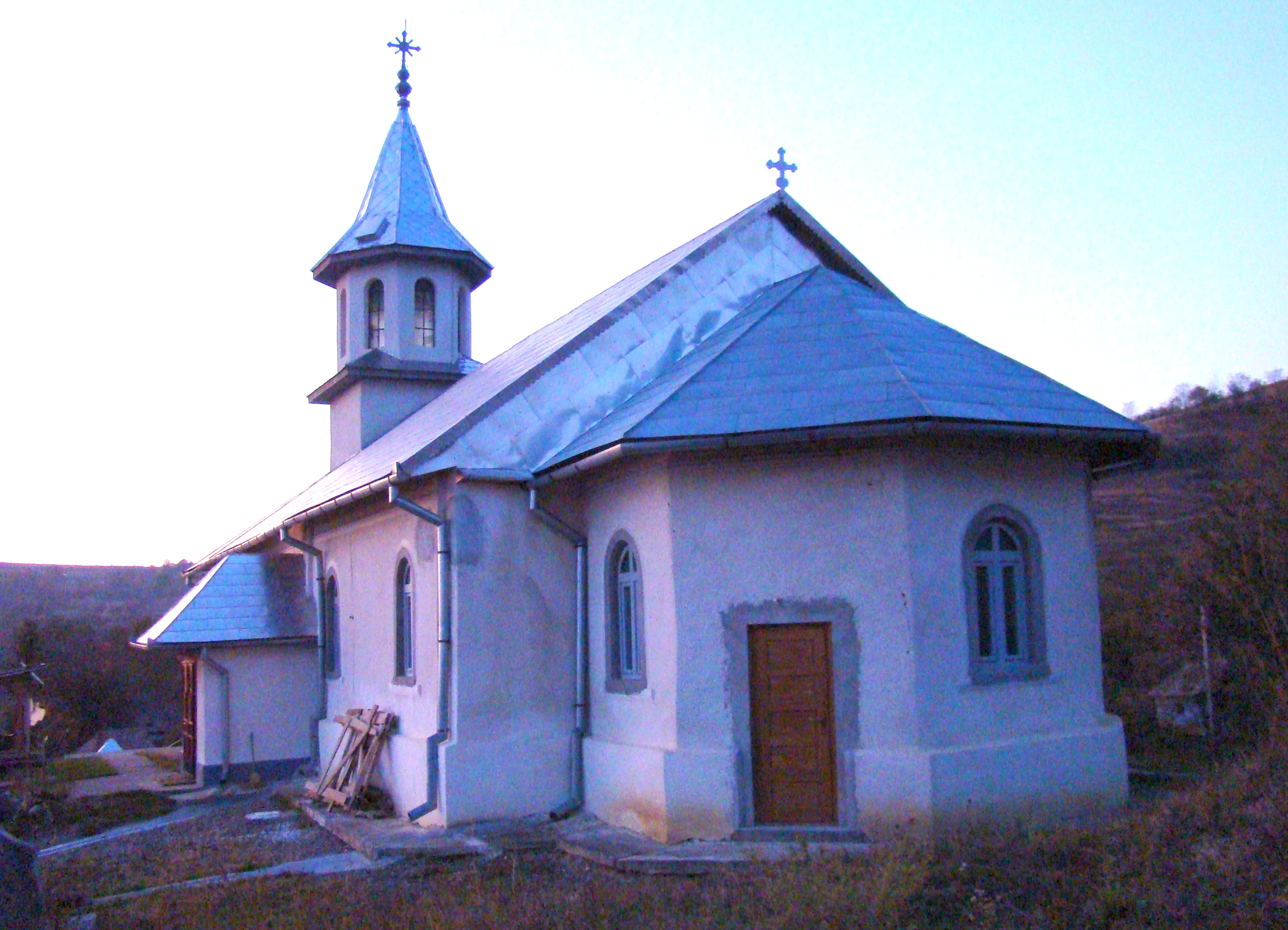
Holzkirche in Băla
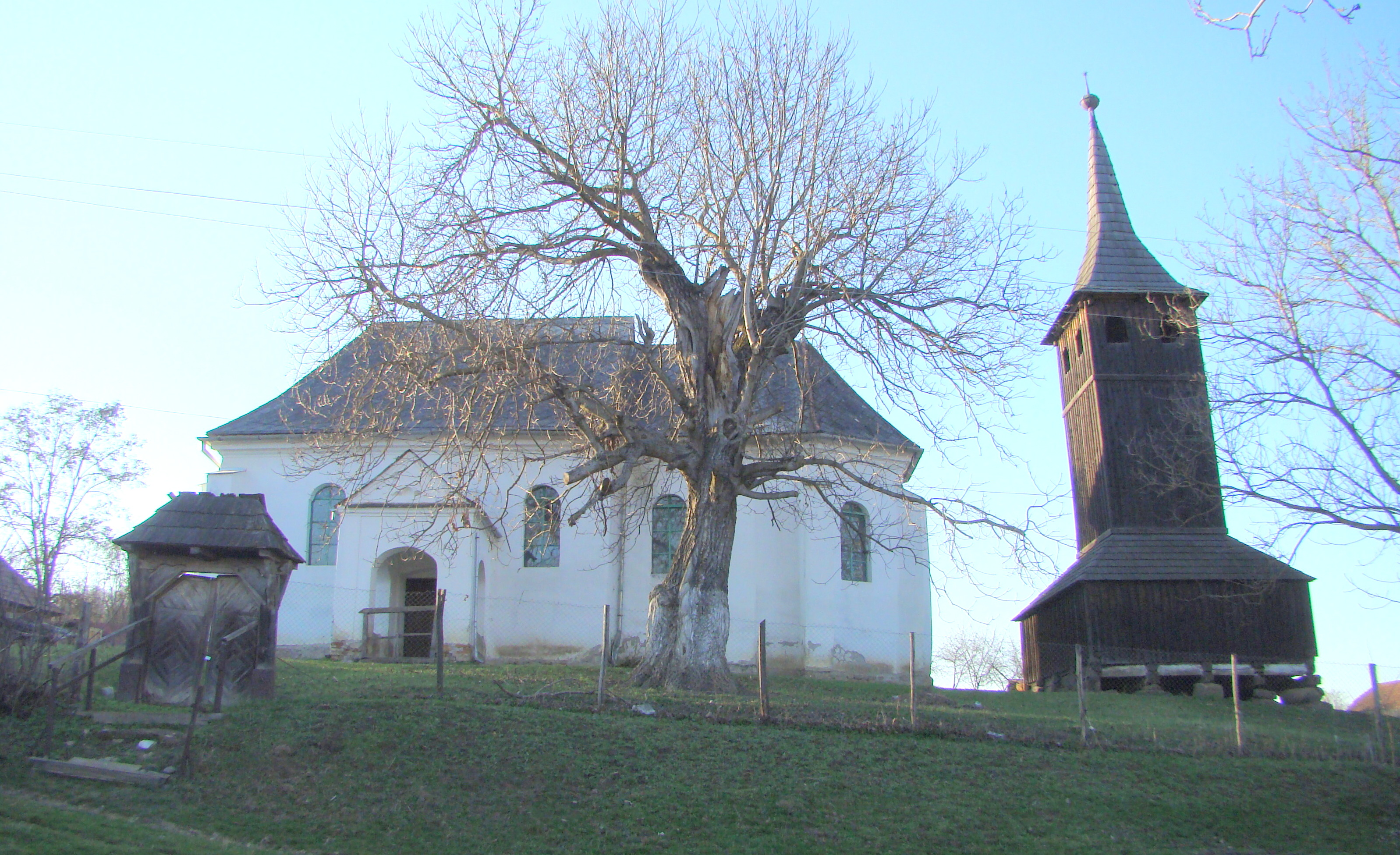
Reformierte Kirche in Ercea